# Shanghaier Forschungs- und Konstruktionsinstitut für Nuklearprojekte
Die Shanghaier Forschungs- und Konstruktionsinstitut für Nuklearprojekte AG  (chinesisch 上海核工程研究设计院股份有限公司, Pinyin Shànghǎi Hégōngchéng Yánjiū Shèjì Yuàn Gǔfèn Yǒuxiàn Gōngsī), wegen der englischen Bezeichnung Shanghai Nuclear Engineering Research and Design Institute Co., Ltd. im Ausland meist unter dem Akronym „SNERDI“ bekannt, ist ein staatliches chinesisches Konstruktionsbüro für Kernreaktoren und Atomkraftwerke. Der Firmensitz von SNERDI befindet sich im zentralen Stadtbezirk Xuhui von Shanghai.

## Geschichte

### Institut 728
Das Shanghaier Forschungs- und Konstruktionsinstitut für Nuklearprojekte geht zurück auf das sogenannte „Projekt 728“ zum Bau von Chinas erstem Atomkraftwerk. Nach dem Ausbruch der Kulturrevolution im Jahr 1966 litt Shanghai, wo damals 1/6 der industriellen Wertschöpfung Chinas stattfand, unter einer sich verschärfenden Energieknappheit. Durch den Mangel an Kohle mangelte es an Strom. Mehrere Fabriken mussten den Betrieb einstellen, bei anderen Fabriken, für die Baugenehmigungen erteilt worden waren, wagte man es nicht, mit dem Bau zu beginnen. Mehr als die Hälfte der zur Verfügung stehenden Kohle wurde für Dampflokomotiven und Dampfschiffe benötigt, um Shanghais Rolle als Transportknotenpunkt erfüllen zu können.
In dieser Situation richtete das Shanghaier Revolutionskomitee (上海市革命委员会), das damals die Aufgaben des Stadtrats erfüllte, Ende 1969 einen dringenden Hilferuf an Premierminister Zhou Enlai, der sich bereits seit 1955 für den Bau von Kernkraftwerken eingesetzt hatte – der Versuchsreaktor 101 erreichte am 13. Juni 1958 die Kritikalität.
Zhou Enlai kam am 8. Februar 1970 nach Shanghai um sich vor Ort ein Bild zu machen. Anschließend sagte er in einer Rede, dass es angesichts der Knappheit von Erdöl und Kohle langfristig keine Alternative zum Bau von Kernkraftwerken gab. Er forderte das Revolutionskomitee dazu auf, ihm diesbezügliche Planungen vorzulegen – er würde ein derartiges Projekt unterstützen.
Im Juli 1970 reichte das Shanghaier Revolutionskomitee beim Staatsrat der Volksrepublik China einen Bericht ein, in dem beschrieben wurde, wie man eine Führungsgruppe für den Bau des Kernkraftwerks (核电站建设工程领导小组) aufstellen und das Projekt in einer Produktionsschlacht (大会战) mit Arbeitskräften aus zehn Fabriken, vier Universitäten, acht Forschungsinstituten und dem Ostchinesischen Konstruktionsbüro für Kraftwerke durchführen wollte. Das Kernkraftwerk erhielt nach dem Datum von Zhou Enlais Besuch in Shanghai den Namen „Projekt 728“, entsprechend wurden im August 1970 das „Büro 728“ (728办公室, das heutige Büro für Kernkraft der Stadt Shanghai) sowie das „Institut 728“ (728院) gegründet, das heutige Forschungs- und Konstruktionsinstitut für Nuklearprojekte. Das Institut selbst betrachtet den 8. Februar 1970 als seinen Gründungstag.
Zunächst war eine Reihe technischer Fragen zu beantworten. Nachdem sich der ursprünglich ins Auge gefasste Flüssigsalzreaktor als nicht realisierbar erwies, genehmigte Zhou Enlai am 31. März 1974 die Entwicklung eines Druckwasserreaktors mit 300 MW Leistung. Zwei Wochen später, am 13. April 1974, entschied die Staatliche Planungskommission, dass die regierungsunmittelbare Stadt Shanghai für den Bau des Kernkraftwerks zuständig sei und dem Zweiten Ministerium für Maschinenbauindustrie Bericht zu erstatten hätte. Daraufhin stellte das Shanghaier Revolutionskomitee im Institut 728 den „Konstruktionstrupp 728“ (上海市七二八工程设计队) auf, der vor Ort die Gesamtaufsicht über das Projekt haben und für den Reaktor mit seinen Hilfssystemen sowie den Bau der Gebäude zuständig sein sollte.
Die Standortsuche, die nach den Wirren des Übergangs von der Kulturrevolution zur Reform- und Öffnungspolitik ab dem 29. Oktober 1979 ebenfalls dem Institut 728 oblag, gestaltete sich schwierig. Zunächst hatte man Jiangyin am Jangtsekiang, 350 km flussaufwärts von seiner Mündung ins Auge gefasst. Dann wollte man das Kraftwerk direkt in Shanghai, im Stadtbezirk Fengxian am Meer bauen. Anschließend fasste man einen Standort am Qiantang-Fluss im westlichen Stadtbezirk Fuyang von Hangzhou ins Auge. Wegen des monsunbedingt stark wechselnden Wasserstands der chinesischen Flüsse war jedoch letztlich nur ein Standort am Meer geeignet. Nachdem man die Küstenstadt Taizhou und die Inselgruppe Zhoushan in Erwägung gezogen hatte, wurde im November 1982 ein Standort in der damalige Großgemeinde Qinshan (秦山镇) im Kreis Haiyan an der Küste der Provinz Zhejiang genehmigt. Am 20. März 1985 war schließlich Baubeginn für das Kernkraftwerk Qinshan.

### Forschungs- und Konstruktionsinstitut für Nuklearprojekte
Am 4. Mai 1982 wurde das Zweite Ministerium für Maschinenbauindustrie im Rahmen einer vom Ständigen Ausschusses des Nationalen Volkskongresses beschlossenen Kabinettsreform in „Ministerium für Atomindustrie der Volksrepublik China“ umbenannt.
Ein halbes Jahr später, im August 1982, wurde das Institut 728 unter dem Namen „Forschungs- und Konstruktionsinstitut für das Projekt 728 des Ministeriums für Atomindustrie“ (核工业部七二八工程研究设计院) direkt dem Ministerium unterstellt. Zu diesem Zeitpunkt wurde bereits über ein zweites, in der Provinz Guangdong anzusiedelndes Kernkraftwerk diskutiert, und am 15. Juli 1983 wurde beschlossen dieses in Shenzhen zu bauen – das zehn Jahre später in Betrieb gegangene Kernkraftwerk Daya Wan.
Da man damals davon ausging, dass das Institut auch bei diesem Projekt mitarbeiten sollte – was im weiteren Verlauf nicht geschah – wurde ihm im Dezember 1984 der allgemeinere Name „Shanghaier Forschungs- und Konstruktionsinstitut für Nuklearprojekte des Ministeriums für Atomindustrie“ (核工业部上海核工程研究设计院) verliehen.
Am 9. April 1988 wurde per Beschluss des Nationalen Volkskongresses das Ministerium für Atomenergie aufgelöst und seine Verwaltungsaufgaben dem neu gebildeten Energieministerium zugewiesen. Für die praktischen Aktivitäten des alten Ministeriums (Kraftwerksbau, Kernbrennstoff etc.) gründete der Staatsrat der Volksrepublik China am 16. September 1988 die ihm direkt unterstehende Dachgesellschaft für Atomindustrie.
Das Shanghaier Institut wurde der Dachgesellschaft unterstellt und erhielt seinen heutigen Namen, ohne Ministeriumszusatz.
Im Mai 2007 trafen der Staatsrat und das Zentralkomitee der Kommunistischen Partei Chinas die strategische Entscheidung, fortschrittliche Technologie zu importieren und von diesem hohen Ausgangspunkt aus eine nukleare Autarkie Chinas zu erreichen. Konkret dachte man hierbei an den Druckwasserreaktor AP 1000 der amerikanischen Westinghouse Electric Company. Um diesen Plan umzusetzen, wurde am 22. Mai 2007 mit einem Stammkapital von 4 Milliarden Yuan die „State Nuclear Power Technology Corporation“ (国家核电技术有限公司), kurz SNPTC, als GmbH im Staatsbesitz gegründet. 60 % des Stammkapitals kamen von der Kommission zur Kontrolle und Verwaltung von Staatsvermögen, drei staatliche Stromversorger und die China National Technical Import and Export Corporation steuerten jeweils 10 % bei.
Das Shanghaier Forschungs- und Konstruktionsinstitut für Nuklearprojekte wurde nun unter Beibehaltung seines alten Namens in die SNPTC überführt, wo es für alle technischen Belange zuständig war. Das Institut wurde beauftragt, die Technologie des AP 1000 zu studieren und zu absorbieren und auf dieser Basis den chinesischen Druckwasserreaktor CAP 1400 zu entwickeln, auch bekannt als „Guohe 1“ (国和一号). Die diesbezüglichen Forschungsarbeiten wurden und werden aus dem Fonds für Nationale wissenschaftlich-technische Großprojekte finanziert.
Am 15. Juli 2015 wurde die State Nuclear Power Technology Corporation mit der 2003 gegründeten China Power Investment Corporation (中国电力投资集团公司) zur „State Power Investment Corporation“ (国家电力投资集团公司) verschmolzen, kurz 国家电投 bzw. SPIC. Dort waren nun Wasserkraftwerke, Kohlekraftwerke, Kernkraftwerke und regenerative Energien gebündelt, mit dem Auftrag, primär die sauberen Energien zu entwickeln, wozu in China auch die Kernenergie zählt.
Das Shanghaier Institut arbeitete nun, weiterhin mit dem alten Auftrag, unter dem Dach der SPIC. Die Entwicklung des CAP 1400 kam gut voran. Am 27. April 2016 bestand das Konzept die Sicherheitsprüfung der Internationalen Atomenergie-Organisation, und im September 2020 waren die Planungen für zwei Demonstartionsreaktoren – der CAP 1400 soll auch exportiert werden – im Kernkraftwerk Shidaowan, Provinz Shandong, weitgehend abgeschlossen.
Am 9. August 2019 fusionierte das Institut mit der am 6. Juli 2007 als Tochtergesellschaft der SNPTC in Shanghai gegründeten State Nuclear Power Engineering Company (国核工程有限公司), kurz SNPEC. Die beiden Firmen operieren weiterhin unter ihrem jeweils eigenen Namen, das Institut meist unter dem englischen Akronym „SNERDI“, teilen sich aber die Büros und bilden nun gemeinsam den Unternehmensbereich Kerntechnik und Kraftwerksbau der State Power Investment Corporation.

## Struktur
SNERDI war seit dem 29. Januar 1993 eine GmbH im Staatsbesitz mit einem Stammkapital von zuletzt 1,38 Milliarden Yuan, wurde aber am 15. Dezember 2022 in eine Aktiengesellschaft mit beschränkter Haftung umgewandelt. Die im Besitz der Kommission zur Kontrolle und Verwaltung von Staatsvermögen befindlichen Aktien wurden zunächst nicht an der Börse gehandelt. Zu Kapitalbeschaffungszwecken ist jedoch geplant, die Firma im Laufe des Jahres 2023 an das Sci-Tech Innovation Board (上海证券交易所科创板), kurz „STAR-Market“, des Shanghai Stock Exchange zu bringen,[veraltet] grob vergleichbar dem einstigen Segment Neuer Markt der Deutschen Börse.
Neben den Verwaltungsabteilungen (Personalbüro, Buchhaltung, Projektüberwachung, Sicherheit und Umweltschutz, langfristige Planung etc.) besitzt SNERDI Konstruktionsbüros für die einzelnen Aspekte des Reaktor- und Kraftwerksbaus:
- Gesamtplanung (总体所)
- Reaktorkern (核芯设计所)
- Kernbrennstoff und Baumaterial (燃料材料所)
- Reaktorausrüstung (工程设备所)
- Handwerkliche Verarbeitung (工艺系统所)
- Messung und Steuerung der Stromerzeugung (电气仪控所)
- Tiefbaumaschinen (土建公用设施所)
- Gebäudeplanung (建筑设计所)
- Investitionsrisikenbewertung (咨询所)
- Digitale Architektur- und Reaktormodelle (数字化工程所)

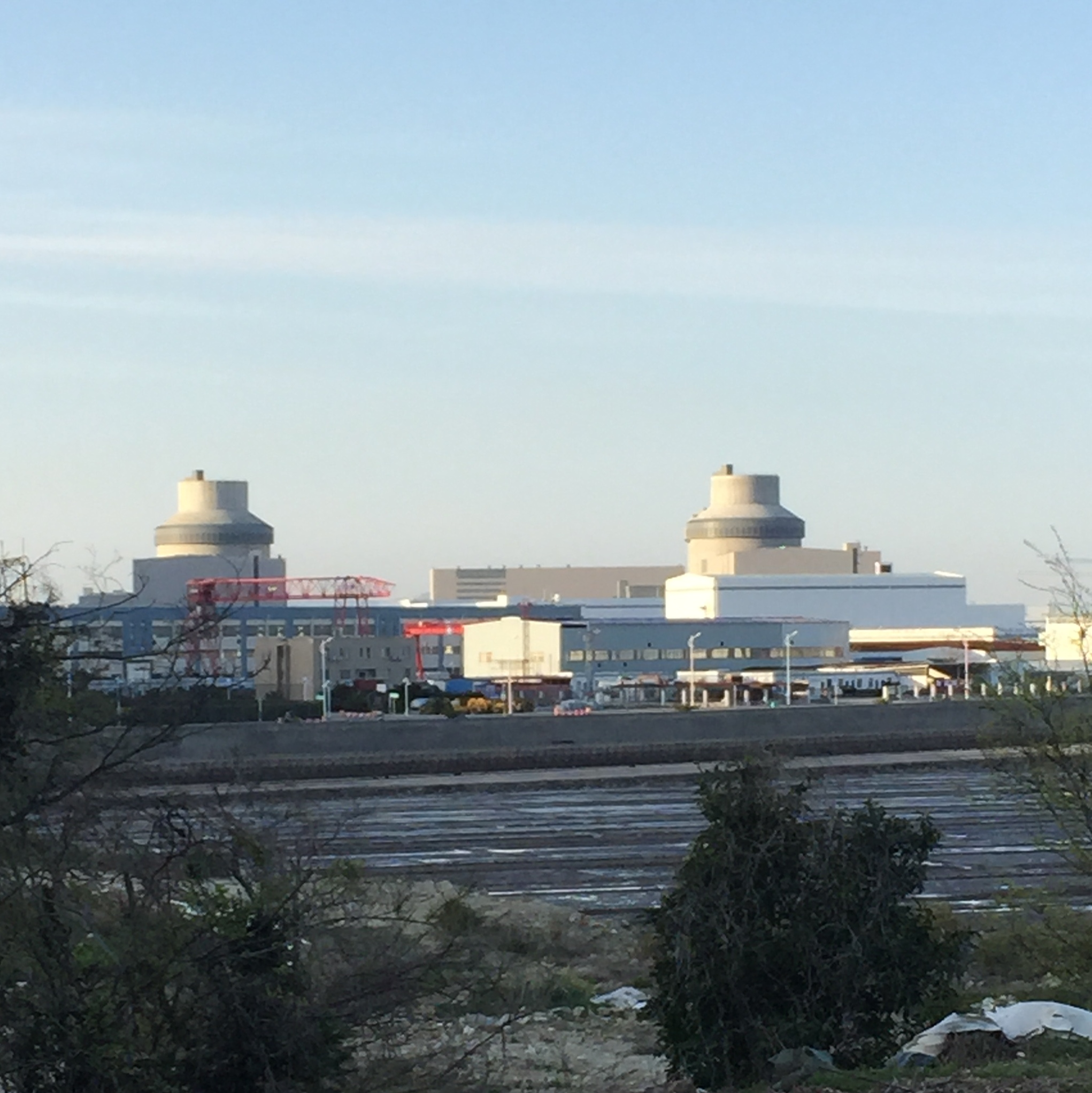
Kernkraftwerk Sanmen

Daneben gibt es noch Abteilungen für einzelne Projekte, die von den ersten Planungen bis zur Inbetriebnahme mehr als zehn Jahre dauern können:
- Demonstrationsmodell des CAP 1400 (国和一号示意工程项目部)
- Kernkraftwerk Sanmen (三门核电项目部)
- Kernkraftwerk Haiyang (海阳核电项目部)
- Kernkraftwerk Lufeng (陆丰核电项目部)
- Kernkraftwerk Lianjiang (廉江核电项目部)
- Kernkraftwerk Bailong (白龙核电项目部)
- Inselkraftwerk vor der Küste Zhejiangs (浙江海岛项目部)[20]
- Modellprojekt für nukleare Fernwärme in Giyamusi (佳木斯综合智慧核能供热示范项目部)[16]

Anfang 2023 hatte SNERDI gut 2700 Mitarbeiter – da es sich um ein Planungsbüro handelt, zu 98 % Akademiker. Vorstandsvorsitzender ist seit Oktober 2019 der Verwaltungsfachmann Lu Hongzao (卢洪早, * 1970), der unter anderem die Bauprojekte Qinshan 3, Chashma, Fuqing und Sanmen geleitet hatte.
Im Jahr 2021 erzielte die Firma einen Umsatz von 8,94 Milliarden Yuan, wovon 389 Millionen, also etwas über 4 % als Reingewinn blieben.

## Tochterfirmen und Unternehmensbeteiligungen
Folgende Firmen sind 100-prozentige Tochtergesellschaften von SNERDI:
- SPIC Kraftwerksausrüstung GmbH (国家电投集团电能核电设备有限公司)[23]
- SNERDI Neue Energiewissenschaft und -technik GmbH, Rongcheng (荣成上核新能源科技有限公司)[24]
- SNERDI Zentrum für wissenschaftlich-technischen Austausch GmbH (上海核工院科技交流中心有限公司)
- SPIC Guohe Dienstleistungsgesellschaft für geistiges Eigentum mbH, Shanghai (国电投国和（上海）知识产权服务有限公司)[25]
- Guohe Gesellschaft für nukleare Innovation, Wissenschaft und Technik mbH, Shanghai (国和（上海）核创科技发展有限公司)

Eine qualifizierte Mehrheitsbeteiligung hat SNERDI an der Shanghaier Kangfu Kernenergie-Maschinenbau GmbH (上海康富核能机械有限公司), eine Minderheitsbeteiligung besteht an folgenden Firmen:
- Shanghaier Prüfzentrum für Kernkraftwerksausrüstung GmbH (上海核能装备测试验证中心有限公司)[27]
- Shanghaier Kerntechnik-Ausrüstung GmbH (上海核电技术装备有限公司)[28]
- CNNC Kernkraftwerksbetriebstechnik AG, Wuhan (中核武汉核电运行技术股份公司)[29]
- Rongneng Energietechnik Kapitalinvest-Kooperative mit beschränkter Haftung, Jiaxing (嘉兴融能能源新技术投资合伙企业（有限合伙）)[30]
- CNNC gewerbliche Factoring AG (国核商业保理股份有限公司)[31][16]

## Kleinreaktoren
Neben Reaktoren im Gigawatt-Bereich für reguläre Kernkraftwerke entwickelt SNERDI auch kleinere Reaktoren. Zum einen befasst man sich mit sogenannten Small Modular Reactors im 100-Megawatt-Bereich wie dem CAP 150 oder dem CAP 200, die auch für nukleare Fernwärmeversorgung verwendet werden sollen.
Hierbei arbeitet man mit der Internationalen Atomenergie-Organisation im Rahmen von deren Coordinated Research Projects zusammen.
Zum anderen ist SNERDI an der Entwicklung eines Subminiaturreaktors für Weltraumanwendungen im 1-Megawatt-Bereich beteiligt, einem Projekt, das unter der Leitung des Instituts für Sicherheit der Kernenergie der Chinesischen Akademie der Wissenschaften in Hefei steht. Der Lithium-gekühlte schnelle Brüter mit dem Namen „Atomstromschatz“ (核电宝) soll ab etwa 2035 unter anderem bei elektrisch angetriebenen Tiefraumsonden zur Erkundung der Heliopause sowie zur Stromversorgung der Internationalen Mondforschungsstation während der Polarnacht zum Einsatz kommen.